# Монастырь Льюис
Монастырь Льюис — это разрушенное средневековое клюнийское аббатство в городе Льюис, Восточный Суссекс в Соединенном Королевстве. Руины включены в список охраняемых зданий I класса.

## История
Монастырь Святого Панкратия был первым клюнийским церковным домом в Англии и имел одну из крупнейших монастырских церквей в стране. Он располагался на берегу реки Уз, к югу от Льюиса в графстве Суссекс. Приорату подчинялись дочерние монастыри и церкви, включая крупный монастырь замка Акр в Норфолке, и он обладал обширными владениями по всей Англии. В Льюисе действовали больницы, посвященные святому Джеймсу и святому Николаю.
В 1264 году во время битвы при Льюисе король Генрих III отступил в монастырь Льюиса, где и был захвачен бароном Симоном де Монфора после разгрома королевских войск. В результате король был вынужден подписать «Льюисское соглашение», фактически положившее начало парламентской монархии в Англии.
В настоящее время территория монастыря находится в собственности городского совета Льюиса под управление Lewes Priory Trust. Сегодня монастырь относится к охраняемым историческим местам национального значения, но долгие годы после роспуска монастырей во времена правления Генриха VIII подвергался систематическому разрушению. В результате лишь незначительная часть зданий сохранилась в виде видимых руин. Монастырь был предметом академических и археологических исследований с середины девятнадцатого века, а грант от «Лотереи фонда наследия» в 2009 году позволил провести восстановительные работы и обеспечить доступ общественности, организовав на его территории общественный парк.

## Основание
Монастырь Льюис был основан Вильгельмом де Варенном, 1-м графом Суррея и его женой Гундрадой вероятно в 1081 году, после посещения монастыря Клюни в Бургундии в 1077 году. Вильгельм действовал под покровительством клюнийского Папы Римского Григория VII, а новый величественный монастырь был призван узаконить и утвердить новый режим после завоевания Англии.
Посвящение нового монастыря святому Панкратию связано со стоявшим ранее на этом месте саксонским храмом. Культ святого Панкратия прочно связал саксонскую Англию с Римом еще со времен Августина по указу Григория Великого от 597 года.

## Погребения
- Уильям де Варенн, 1-й граф Суррей, в обители
- Гундред, графиня Суррейская с мужем, в обители
- Хамелин де Варенн, граф Суррей, также в обители
- Элеонора Малтраверс
- Джон ФитцАлан, 1-й барон Арундел[5]
- Ричард ФитцАлан, 10-й граф Арундел
- Элеонора Ланкастерская
- Элизабет де Богун
- Уильям де Варенн, 2-й граф Суррей
- Элизабет Вермандуа, графиня Лестера
- Джон де Варенн, 6-й граф Суррей
- Джон де Варенн, 7-й граф Суррей
- Джордж Невилл, 4-й барон Бергавенни

## Музыка
Музыка, написанная для Приората, была найдена в книге под названием «Бревиар Льюиса», найденной во Франции и находящейся во владении Музея Фитцвильям.

## Дальнейшее чтение
- Freda; Anderson. St Pancras Priory, Lewes: Its Architectural Development to 1200 (англ.) // Anglo-Norman Studies : journal. — 1988. — Vol. 11. — P. 1—35.
- Victoria County History. A History of the County of Sussex: Volume 2 (англ.). — 1973. — P. 64—71.
- Mayhew, Graham. The Monks of Saint Pancras. Lewes Priory, England's Premier Cluniac Monastery and its Dependencies 1076-1537 (англ.). — 2014.